# Alekseevskij (Mosca)
Il quartiere Alekseevskij (in russo Алексеевский район?) è un quartiere di Mosca sito nel Distretto Nord-orientale.
L'abitato di Alekseevskij viene menzionato per la prima volta in documenti risalenti al XIV secolo. Viene incluso nel territorio del comune di Mosca all'inizio del XX secolo; fu sede di un consistente sviluppo edilizio residenziale nel 1950.